# Marie Viktorie dal Pozzo
Marie Viktorie dal Pozzo (Maria Vittoria Carlotta Enrichetta; 9. srpen 1847 – 8. listopad 1876) byla italská šlechtična a po smrti svého otce se stala 6. kněžnou z Cisterna d'Asti a z Belriguarda. Provdala se za prince Amadea Savojského, vévodu z Aosty, druhého syna krále Viktora Emanuela. V roce 1870 se její manžel stal španělským králem, čímž se stala španělskou královnou chotí.

## Život
Marie byla jediným přeživším dítětem Carla Emanuela dal Pozzo, knížete della Cisterna, a jeho manželky Luisy de Mérode. 
Dne 30. května 1863 se v Turíně provdala za italského prince Amadea, mladšího syna Viktora Emanuela II. Když její otec v roce 1864, zemřel, stala se jeho dědičkou a kněžnou.
Španělskou královnou se stala poté, co byl její manžel 16. listopadu 1870 zvolen králem. Jako královna vedla klidný život a zapojovala se pouze do charitativních akcí. 11. února 1873 Amadeus abdikoval a vyhlášena byla Španělská republika.  
Marie Viktorie se vrátila do Itálie, kde o tři roky později v Sanremu zemřela na tuberkulózu. Byla pohřbena v kryptě baziliky Superga v Turíně. 

## Potomstvo
1. Emanuel Filibert Savojský (13. leden 1869 – 4. červenec 1931), vévoda z Aosty, ⚭ 1895 Helena Orleánská (13. června 1871 – 21. ledna 1951)
2. Viktor Emanuel Savojský (24. listopad 1870 – 10. říjen 1946), vévoda z Turína, zemřel svobodný a bezdětný
3. Luigi Amedeo di Savoia-Aosta (29. leden 1873 – 18. březen 1933), vévoda z Abruzzi, zemřel svobodný a bezdětný